# Desert Edge
Desert Edge es un lugar designado por el censo ubicado en el condado de Riverside en el estado estadounidense de California. En el año 2010 tenía una población de 3,822 habitantes.

## Geografía
Desert Edge se encuentra ubicado en las coordenadas 33°55′21″N 116°26′22″O / 33.92250, -116.43944.